# Stefan Fischer (Journalist)
Stefan Fischer (* 1966 in Cottbus) ist ein früherer deutscher Journalist, der zwischen 2004 und 2018 als Chefredakteur der Allgemeinen Zeitung in Windhoek (Namibia) arbeitete.
Fischer war von 1991 bis 2002 Redakteur und Fotograf beim Cottbuser Anzeigenblatt Märkischer Bote. Im Jahr 2000 absolvierte er ein mehrmonatiges Praktikum bei der Allgemeinen Zeitung, der ältesten Tageszeitung Namibias. 2002 wanderte Fischer dorthin aus und stieg binnen zwei Jahren zum Chefredakteur auf. Im April 2018 verließ er die AZ, um sich in Österreich, dem Geburtsland seiner Ehefrau, niederzulassen. Dort betreibt er seither eine Frühstückspension in Pöchlarn.